# Enrico de Ferrari
Enrico de Ferrari SDB (* 8. November 1875 in Novara, Italien; † 3. August 1945) war römisch-katholischer Präfekt von Alto Orinoco in Venezuela.

## Leben
Der gebürtige Italiener trat in die Ordensgemeinschaft der Salesianer Don Boscos ein, ging 1895 als Kleriker in die Mission nach Venezuela und wurde dort am 21. Mai 1899 zum Priester geweiht. Er wirkte schließlich als Provinzial für alle Niederlassungen in Venezuela, bevor er am 14. November 1932 durch Papst Pius XI. zum Präfekten der am 5. Februar 1932 kanonisch errichteten Apostolischen Präfektur von Alto Orinoco, dem heutigen Apostolischen Vikariat Puerto Ayacucho, ernannt wurde.